# Hendrik Frans Verbruggen

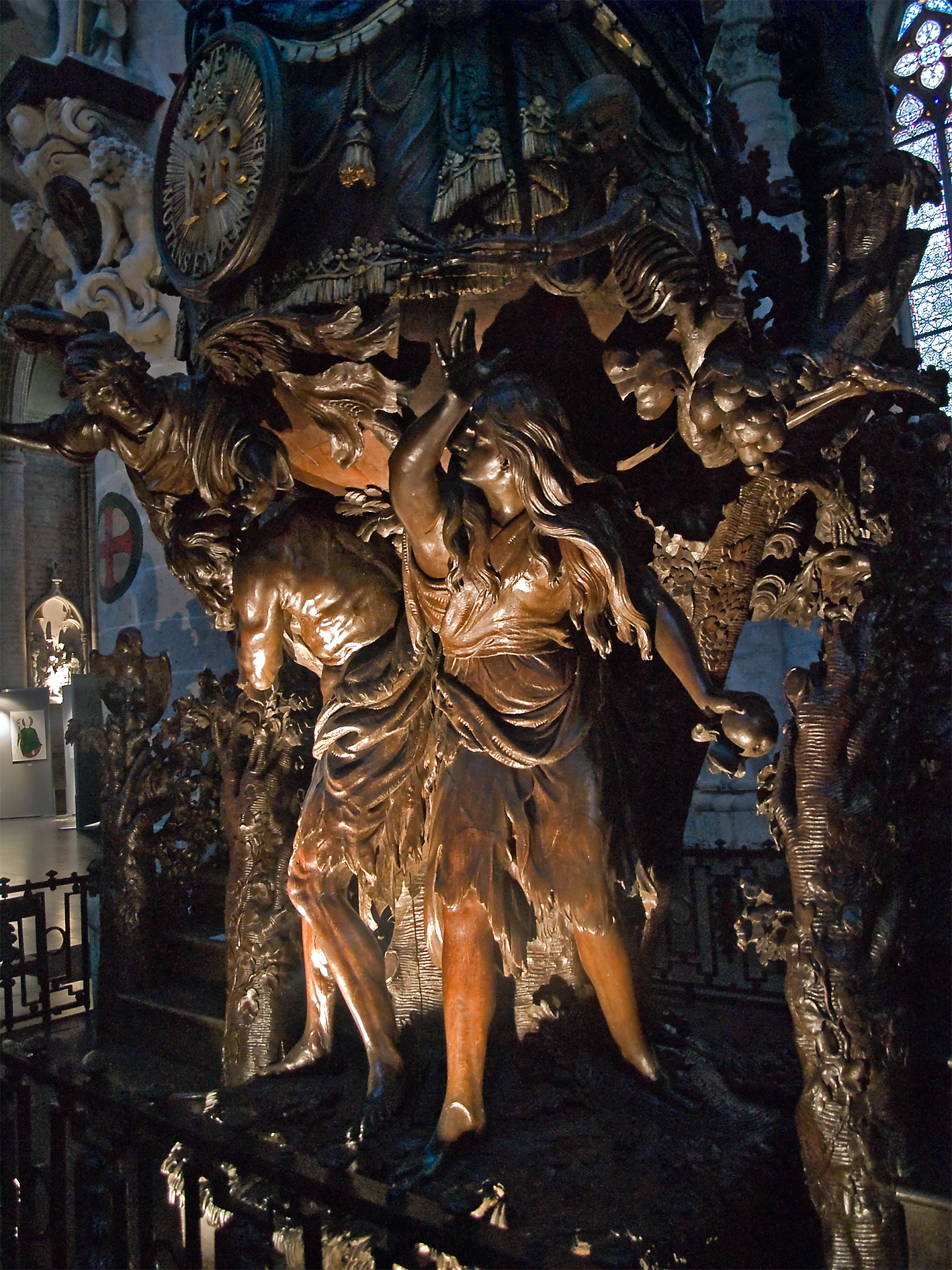
Adam und Eva werden aus Eden vertrieben, Detail der Kanzel in der Kathedrale St. Michael und St. Gudula, Brüssel, 1699

Hendrik Frans Verbruggen oder Hendrik Frans Verbrugghen (Schreibweisen des Vornamen: Hendrik Fransiscus, Henricus-Franciscus und Frans; * 30. April 1654 in Antwerpen; † 12. Dezember 1724 ebenda) war ein flämischer Bildhauer und Zeichner. Er ist vor allem für sein barocken Kirchenmöbel in verschiedenen belgischen Kirchen bekannt.

## Leben
Er wurde in eine Familie hineingeboren, aus der im 17. und 18. Jahrhundert eine Reihe bedeutender Bildhauer hervorgingen, die hauptsächlich in Antwerpen tätig waren. Sein Vater, der Bildhauer Pieter Verbrugghen, war einer der Hauptvertreter der flämischen Hochbarockskulptur. Der Vater war ein Schüler von Erasmus Quellinus I., der selbst Gründer einer bedeutenden Künstlerfamilie war. Der Vater heiratete Cornelia Quellinus, die Tochter seines Meisters Erasmus Quellinus. Aus dieser Ehe ging Hendrik Frans Verbruggen hervor. Sein Bruder Pieter Verbrugghen II. war ebenfalls Bildhauer und arbeitete in der Werkstatt seines Vaters.
Hendrik Frans Verbruggen wurde von seinem Vater ausgebildet. Dennoch begann er seine Karriere nicht als Bildhauer, sondern als Zeichner beim Buchmaler Jan Ruyselinck. Es ist nicht auszuschließen, dass er nach Abschluss seiner Ausbildung wie sein Bruder Pieter eine Reise nach Italien unternahm. Diese Reise ist nicht dokumentiert. Der offensichtliche Einfluss des italienischen Bildhauers Gian Lorenzo Bernini auf seine Arbeit könnte auch dadurch erklärt werden, dass Hendrik Frans Verbruggen sich von den Zeichnungen nach Werken Berninis und antiken Skulpturen inspirieren ließ, die sein Bruder in Rom anfertigte.
Im Jahr 1670 wurden Verbrugghen und Sebastiaen van den Eynde „ausdrücklich um ihren Rat gebeten“, als Berater für Arbeiten an der dortigen Kathedrale nach Mechelen zu reisen.
1682 wurde er Bildhauermeister der Antwerpener Lukasgilde. Im selben Jahr heiratete er Susanna Verhulst. 1689 wurde er Dekan der Lukasgilde. 1713 ging er in Konkurs, was ihn jedoch nicht daran hinderte, laufende Aufträge auszuführen.
Er war der Meister von Egidius Adrianus Nijs und Marcus de Cock.

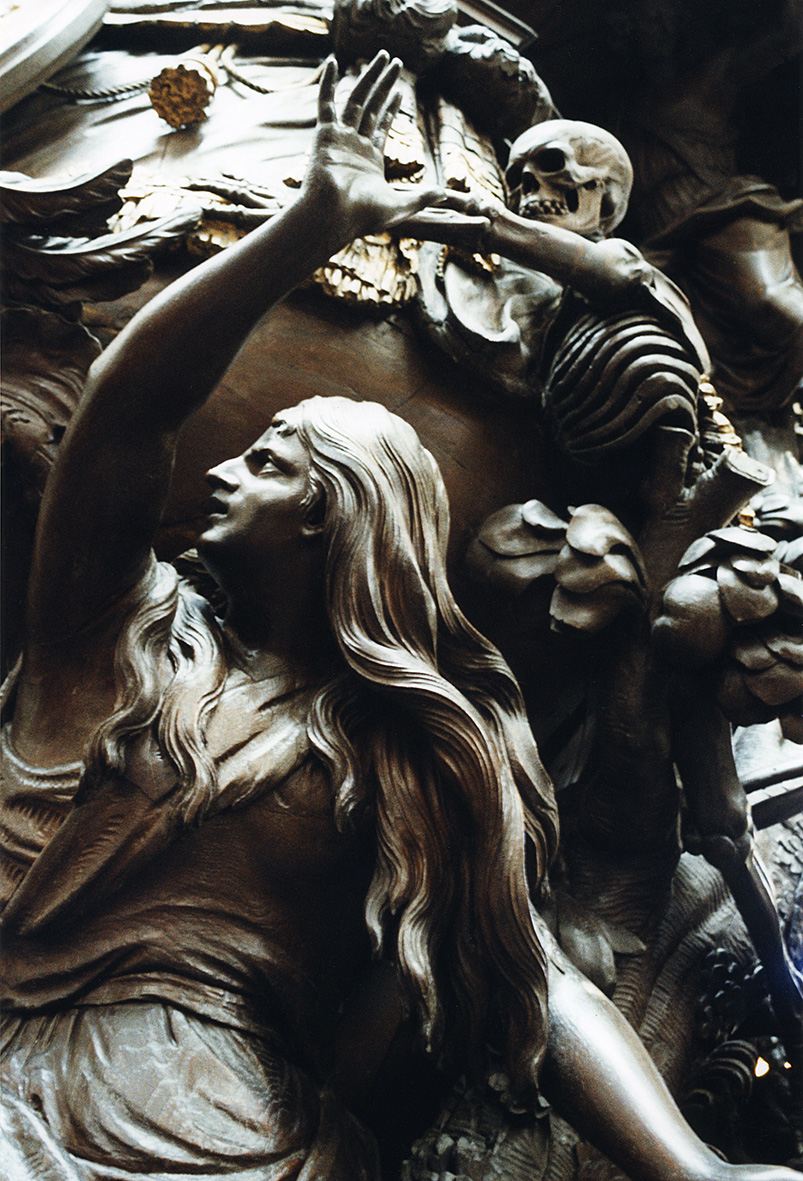
Eva und Tod, Detail der Kanzel in der Kathedrale St. Michael und St. Gudula, Brüssel

## Werk
Hendrik Frans Verbruggen war während des Barock aktiv, als die katholische Kirche Hauptauftraggeber von Künstlern in den Südlichen Niederlanden war. Er arbeitete daher hauptsächlich an religiösen Aufträgen und wurde einer der führenden Bildhauer spätbarocker Kirchenmöbel. Diese Möbel haben mehr Tiefe als die hochbarocken Altäre seines Vaters und seines Bruders. Die dreidimensionalen Altäre sind häufig so gestaltet, dass man darauf eine Skulptur platzieren konnte. Manchmal dienten sie jedoch auch dazu, ein Gemälde aufzuhängen. Letzteres ist in St. Augustinus in Antwerpen der Fall, wo ein Gemälde von Rubens im Altar hängt. Hendrik Frans Verbruggen war einer der Begründer der sogenannten naturalistischen Kanzeln. Diese erscheinen als eine einzige große Skulptur, bei der die konstruktive Form verschwindet. Beispiele sind die Kanzel in der St. Augustinus in Antwerpen und die Kanzel, die für die Kirche St. Michael in Löwen entworfen wurde. Diese steht heute in der Brüsseler Kathedrale St. Michael und St. Gudula. Bei der Kanzel von St. Augustinus in Antwerpen nutzte er die Maserung des Holzes, um die Falten im Gesicht des Heiligen Augustinus und die Beschaffenheit seiner Kleidung darzustellen.
1684 schuf er zwei Seitenaltäre aus Lindenholz für die Kapelle der Kirche Unserer Lieben Frau vom Guten Willen in Duffel. Mit diesem Werk führte er ein neues, aus dem Werk Berninis abgeleitetes Motiv in die südlichen Niederlande ein, das aus einem ovalen Gemälde besteht, das von zwei fliegenden Engeln getragen wird. Seine Altarschranken für St. Walburga in Brügge aus dem Jahr 1695 sind ein Höhepunkt des flämischen Barocks. Aufgrund der virtuosen Behandlung des Marmors scheinen sie in Wachs modelliert zu sein.
In der barocken Weltanschauung sollte die Kunst die Gläubigen erziehen und sie in ihrem Glauben bestärken. Die Motive von Hendrik Frans Verbruggen spiegeln oft diesen didaktischen Zweck wieder. Ein Beispiel ist die spätbarocke Kanzel in der St. Peter-und-Paul-Kirche in Mechelen aus dem Jahr 1700. Die Kanzel stellt allegorisch die vier Kontinente dar, die auf einem Globus sitzen, begleitet von ihren symbolischen Tieren. Sie tragen eine Wanne, in die die Attribute der Evangelisten und vier Medaillons mit Jesuitenheiligen gemeißelt sind. Zwei Trompeten blasende Engel stützen den Resonanzboden, der den Heiligen Geist darstellt. Das didaktische Thema ist offensichtlich: Der Glaube verbreitet sich in der Welt dank der vom Heiligen Geist inspirierten Jesuiten.
Zahlreiche Zeichnungen von ihm sind erhalten geblieben.

## Ausgewählte Werke

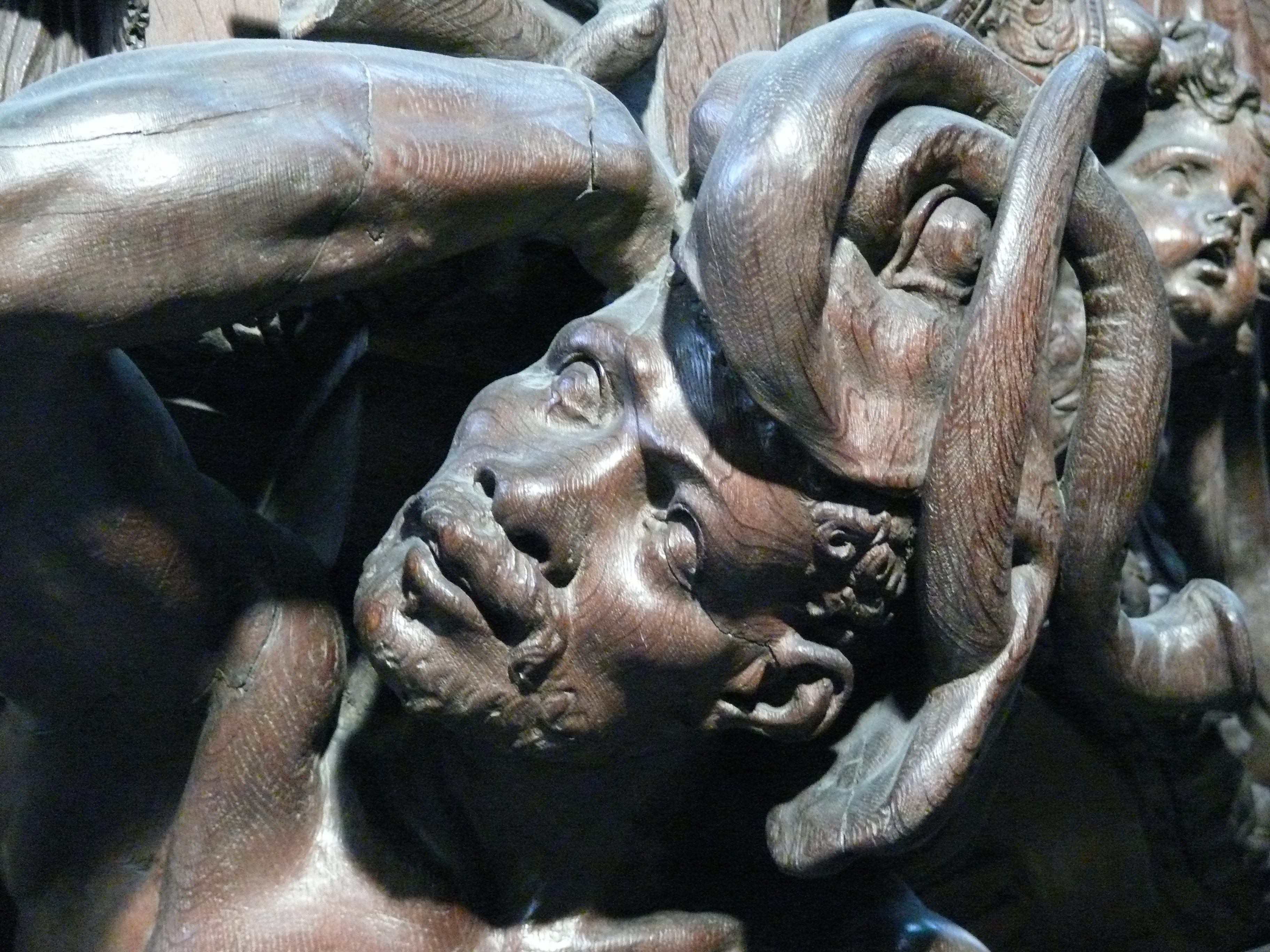
Detail der Kanzel der St. Peter und Paul Kirche in Mechelen

- 1676: Epitaph für Bischof Capello, Kathedrale von Antwerpen
- 1680: Beichtstühle in der St.-Katharinen-Kirche in Sinaai, Sint-Niklaas
- 1686: Altarschranken in der Sakramentskapelle der Antwerpener Kathedrale
- 1694: Westliches Außenportal der St.-Jakobs in Antwerpen
- 1695: Altarschranken aus weißem Marmor in der St. Walburga in Brügge
- 1696: Kanzel, Kathedrale von Brüssel (ursprünglich in der St. Michaelskirche in Leuven)
- 1697: Kanzel in der St.-Augustinus-Kirche in Antwerpen
- 1700: Kanzel und Altarschranke in der St.-Peter-und-Paul-Kirche in Mechelen
- 1705–1709: Hochaltar in der St.-Bavo-Kathedrale in Gent
- 1720: Altar des Heiligen Servatius in der Basilika des Heiligen Servatius in Grimbergen (zugeschrieben)